# 城山古城遗址
城山古城遗址位于浙江省湖州市长兴县和平镇。现保留有土筑城墙、城门、弩台、水池等。城平面略呈圜状，设内外两圈城墙，内圈仅存部分；外圈基本保存完整。城圈北端有一处城门，现仅存豁口；城门内有一水池，可能用于防御。 2005年3月16日列入浙江省文物保护单位，2013年5月列入第七批全国重点文物保护单位。